# Масуд II (султан Рума)
Масуд II (*д/н — 1308) — 16-й султан Рума в 1284, 1284—1296, 1303-1307 роках. Повне ім'я Гіяс ад-Дін Масуд бен Кей-Кавус.

## Життєпис

### Молоді роки
Походив з династії Сельджукидів. Старший син султана Кей-Кавуса II. Про дату народження та молоді роки нічого невідомо. У 1262 році Кей-Кавус II вимушений був тікати до Візантійської імперії, оскільки монголи довідалися про його змови з султаном Єгипту, щодо повалення влади Ільханів над Румським султанатом. Разом з ним був Масуд. Тут за наполяганням монголів разом з батьком опинився у в'язниці, де перебував до 1264 року, коли імператор Михайло VIII за наполяганням Берке-хана, правителя Золотої Орди, звільнив родину Кей-Кавуса II.
Слідом за цим Масуд з батьком та братами перебрався до Криму, тут мешкав до 1281 року. У 1281 році висадився в Малій Азії, розраховуючи подолати султана Кей-Хосрова III була послаблена численними повстаннями та війнами. Втім за наполяганням ільхана Абаки було укладено мир, за яким Масуд отримав значні володіння на південному сході Румського султанату.

### Володарювання
У червні 1284 року ільхан Текудер оголосив Масуда II новим султаном Рума. Втім після повалення текудера Аргун-ханом Масуда II було позбавлено влади як прихильника Текудера, а султанат поділено на декілька частин. Втім того ж року монголи повернули владу Масуду II. Візиром знову став Фахр ад-Дін Алі, який обіймав цю посаду за Кей-Хосрова III.
В цей час держава практично розпалася на напівнезалежні бейліки, які майже не визнавали владу султана. Масуду II за допомогою монгольських військ доводилося здійснювати постійні походи проти бунтівних емірів та беїв. Найбільш запеклі були війни проти Караману, Герміяну та Ешріфу, проте мали короткочасний ефект — беї поступово ставали дедалі більш незалежними. У 1291—1292 роках отримав підтримку від ільхана гайхату задля придушення повстань у султанаті. У 1295 році завдано поразки небожу Кей-Кубаду, який вимушений був тікати до Кілікійської Вірменії.
У 1296 ільхан Газан запідозрив Масуда II в участі у змові з Мамлюкським Єгиптом, війська якого намагалися вдертися до Анатолії, а також у підтримці повстання ойратів, що було важко придушено. Тому наказав позбавити Масуда II трону та відправити у заслання до Тебрізу. До 1298 року султанатом керували монгольські чиновники. Лише у 1298 році поставлено нового султана — Кей-Кубада III.
У 1303 році після повалення Кей-Кубада III владу було повернуто Масуду II. Надалі брав участь в усіх походах монголів, намагаючись приборкати незалежні бейліки. Помер у 1307 році в Татаркале (неподалік від Самсуну). Йому спадкував стрийко Масуд III.